# Совхозна сільська рада (Адамовський район)
Совхо́зна сільська рада (рос. Совхозный сельский совет) — сільське поселення у складі Адамовського району Оренбурзької області Росії.
Адміністративний центр — селище Совхозний.

## Населення
Населення — 965 осіб (2019; 1185 в 2010, 1383 у 2002).

## Склад
До складу сільської ради входять:
| Населений пункт        | Населення, осіб (2002) | Населення, осіб (2010) |
| ---------------------- | ---------------------- | ---------------------- |
| Мещеряковський, селище | 374                    | 294                    |
| Совхозний, селище      | 1009                   | 891                    |